# Kélibia
Pour les articles homonymes, voir Aspis (homonymie).
Kélibia (arabe : قليبية  [qlibjæ]), appelée Aspis lors de la première guerre punique, est une ville côtière du Nord-Est de la Tunisie. Située à la pointe de la péninsule du cap Bon, à une centaine de kilomètres de Tunis via Menzel Bouzelfa, elle est la troisième ville du gouvernorat de Nabeul après Nabeul et Hammamet.
Elle est le chef-lieu d'une délégation et d'une municipalité comptant 46 856 habitants en 2014. Elle est par ailleurs un important port de pêche avec une production annuelle de 15 000 tonnes de divers produits de la mer, dont environ 15 % de la production tunisienne de poisson ; Kélibia est particulièrement spécialisée dans la pêche au lamparo.
Ses belles plages, dont La Mansoura, en font une destination touristique prisée.
Le muscat de Kélibia, vin fruité et sec produit dans la région, est réputé à travers le pays.

## Étymologie
Kélibia est située sur une élévation du cap de Taphitis, qui a quelque ressemblance avec la forme d'un bouclier, d'où le fait qu'elle prenne les noms grec de aspis et latin de clypeus. Appelée Clypea ou Clupea à l'époque où elle appartient à la province romaine de Byzacène, la lettre p qui n'existe pas dans l'alphabet arabe est plus tard transformée en lettre b (i-qlibiya).

## Climat
| Mois                              | jan. | fév.  | mars  | avril | mai   | juin | jui. | août | sep.  | oct.  | nov.   | déc.  | année  |
| --------------------------------- | ---- | ----- | ----- | ----- | ----- | ---- | ---- | ---- | ----- | ----- | ------ | ----- | ------ |
| Température minimale moyenne (°C) | 9,3  | 9,3   | 11,1  | 13,1  | 15,4  | 18,3 | 22,6 | 22,4 | 20,4  | 17,6  | 13,9   | 9,9   | 15,28  |
| Température moyenne (°C)          | 13,1 | 13,7  | 15,2  | 17,2  | 19,7  | 23,3 | 27,9 | 28,8 | 24,4  | 21,6  | 17,9   | 14,6  | 19,78  |
| Température maximale moyenne (°C) | 16,7 | 18    | 18,2  | 20,6  | 23,2  | 26,9 | 30,9 | 31,6 | 27,8  | 24,9  | 21,2   | 17,8  | 23,15  |
| Précipitations (mm)               | 92,7 | 46,72 | 84,32 | 34,03 | 40,65 | 2,8  | 0    | 0,51 | 42,91 | 53,86 | 104,39 | 26,67 | 529,56 |

## Histoire

### Antiquité
La cité est fondée sous le nom de Clypea par Agathocle de Syracuse à l'époque où il procède à son invasion avortée en Afrique du Nord. Après le départ d'Agathocle, les Carthaginois conservent cette cité forte.
En 256 av. J.-C., Marcus Atilius Regulus, assiège et prend la ville (en) au cours de la première guerre punique puis la prend pour base de ses opérations qui avaient pour objectif de vaincre Carthage. Après avoir ravagé le cap Bon, l'offensive romaine s'achève l'année suivante par un échec cuisant et peu de soldats regagnent l'Italie,,.
Au cours de la troisième guerre punique, dernière guerre que se livrent les Romains et les Carthaginois, le consul Lucius Calpurnius Piso Caesoninus assiège la ville mais à la suite de la résistance de cette dernière, il se trouve forcé de se retirer.
Elle est transformée en colonie romaine par Jules César en 45 av. J.-C.. Selon Pline l'Ancien, Clypea devient par la suite une ville libre possédant un port de qualité dans lequel la flotte romaine peut se mettre à l'abri et qui, par sa position, est importante pour la navigation.
On voit à ce jour les ruines de l'ancienne ville entre la colline et la mer et des restes de fortifications romaines dans l'enceinte de la citadelle élevée en haut de la colline. Des parties considérables du quai et du môle de l'ancien port sont également conservées.

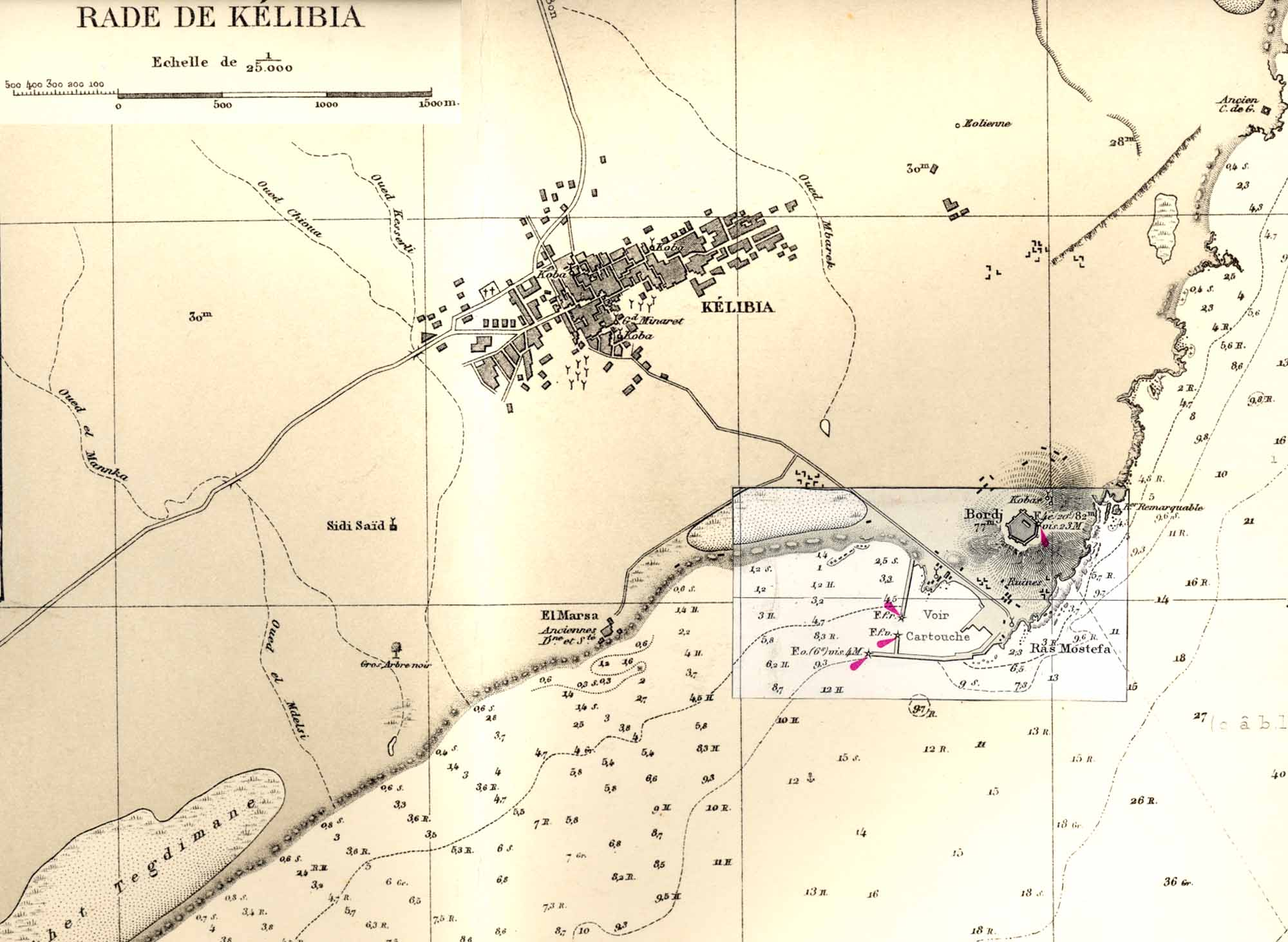
Kélibia et sa rade en 1883 avec mise à jour du port en 1954.

En 2007, une mosaïque représentant douze menorahs et un texte en latin est découverte au pied de la forteresse ; elle date probablement du Ve siècle.
Dans l'église du Ve siècle, la croix avec le monogramme du Christ ou chrisme est représentée au sol des fronts baptismaux. Cette représentation ignore Théodose II qui en l'an 427 interdit de figurer la Croix sur le sol. Elle doit être figurée dans les portions les plus honorables des édifices de culte. Cette interdiction est maintenue sous le règne de Valentinien III (419-455). De cette époque date aussi le baptistère de Kelibia dans l'église du prêtre Félix, trouvé à un kilomètre du centre-ville dans la localité de Hammam Ghezèze.

### Seconde Guerre mondiale
Lors de l'opération Pedestal, le HMS Manchester de la Royal Navy est attaqué près de Pantelleria par deux vedettes rapides lance-torpilles italiennes, la MS 16 et la MS 22 (type CRDA 60) : le croiseur britannique coule au large de Kélibia le 13 août 1942.

## Culture
L'ancienne église de Kélibia fait partie du complexe culturel de la ville. Un bâtiment abritant une maison de la culture et une salle de cinéma a été construit dans son jardin.
Depuis 1964, Kélibia accueille le Festival international du film amateur de Kélibia, la plus ancienne manifestation du genre dans le pays.

## Sport
Kélibia est l'un des fiefs du volley-ball tunisien avec le Club olympique de Kélibia, fondé en 1957 et actif depuis 1959 ; il affiche dans son palmarès deux titres de champion de Tunisie en 1977 et 2003, huit coupes en 1972, 1974, 1975, 1976, 1978, 1989, 2004 et 2011 et une coupe arabe des clubs champions en 1998. La ville abrite par ailleurs le siège de la Ligue Cap Bon de volley-ball ainsi qu'un centre de formation pour jeunes volleyeurs.
Kélibia est aussi considérée comme la capitale du beach-volley tunisien en accueillant tous les ans plusieurs tournois amateurs et professionnels.

## Jumelages
La ville de Kélibia a développé des relations de coopération avec plusieurs villes via l'établissement de relations de jumelage :
- Almuñécar (Espagne) depuis 1986
- Pantelleria (Italie) depuis 1993
- Marsala (Italie) depuis 2003